# ذا بلين ديلر
ذا بلين ديلر (بالإنجليزية: The Plain Dealer)‏؛ هي جريدة رئيسية يومية أمريكية تصدر في كليفلاند بولاية أوهايو في الولايات المتحدة. بدأت في النشر في العام 1842. وهي الأكثر انتشارًا في أوهايو، وأصبحت منذ مارس 2013 ضمن قائمة أكبر عشرين صحيفة الأكثر توزيعًا في يوم الأحد في الولايات المتحدة. اعتبارًا من ديسمبر 2015، أصبح لدى ذا بلين ديلر أكثر من 250,000 مشترك يومي وأكثر من 790,000 مشترك أسبوعي (المعروف بقارئ يوم الأحد).

## روابط خارجية
- ذا بلين ديلر على موقع روتن توميتوز (الإنجليزية)